# John Purse
John Purse (né le 7 septembre 1972 à Orlando) est un coureur cycliste américain. Spécialiste du BMX, il est notamment champion du monde en 1997 au Canada,.

## Palmarès

### Championnats du monde
- 1987
  -  Médaillé d'argent du BMX dans la catégorie 14 ans
- 1988
  -  Champion du monde de BMX dans la catégorie 15 ans
- 1989
  -  Champion du monde de BMX dans la catégorie 16 ans
- Saskatoon 1997
  -  Champion du monde de BMX
- Vallet 1999
  - 7e du BMX
- Valkenswaard 2004
  - 4e du BMX cruiser

### Coupe du monde
- 2003 : 5e du classement général
- 2004 : 6e du classement général